# Agrafa (regione)

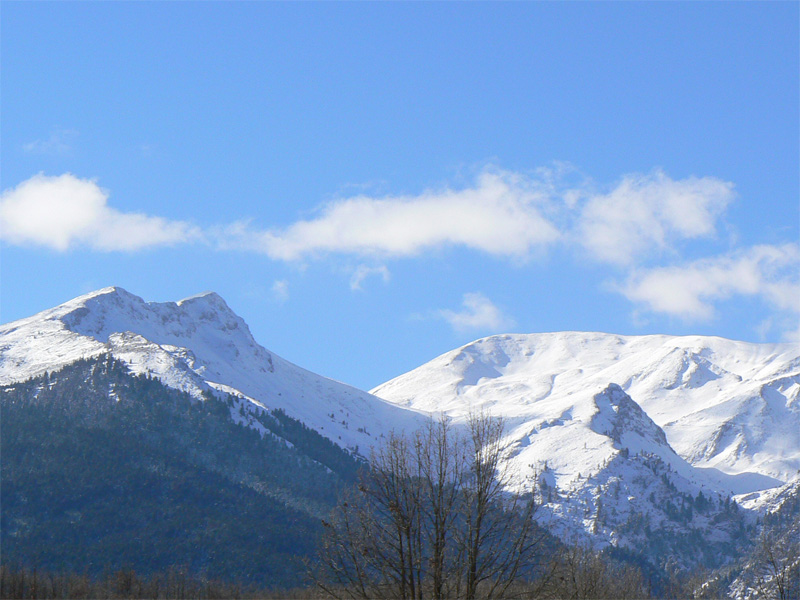
Monti di Agrafa

Agrafa (in greco Άγραφα?, pronuncia greca: [ˈaɣrafa]) è una regione montuosa dell'Euritania e delle unità regionali di Karditsa nella Grecia continentale, costituita principalmente da piccoli villaggi. È la parte più meridionale della catena del Pindo. Esiste anche un comune omonimo, il Comune di Agrafa, ma copre solo una piccola percentuale del territorio.

## Storia

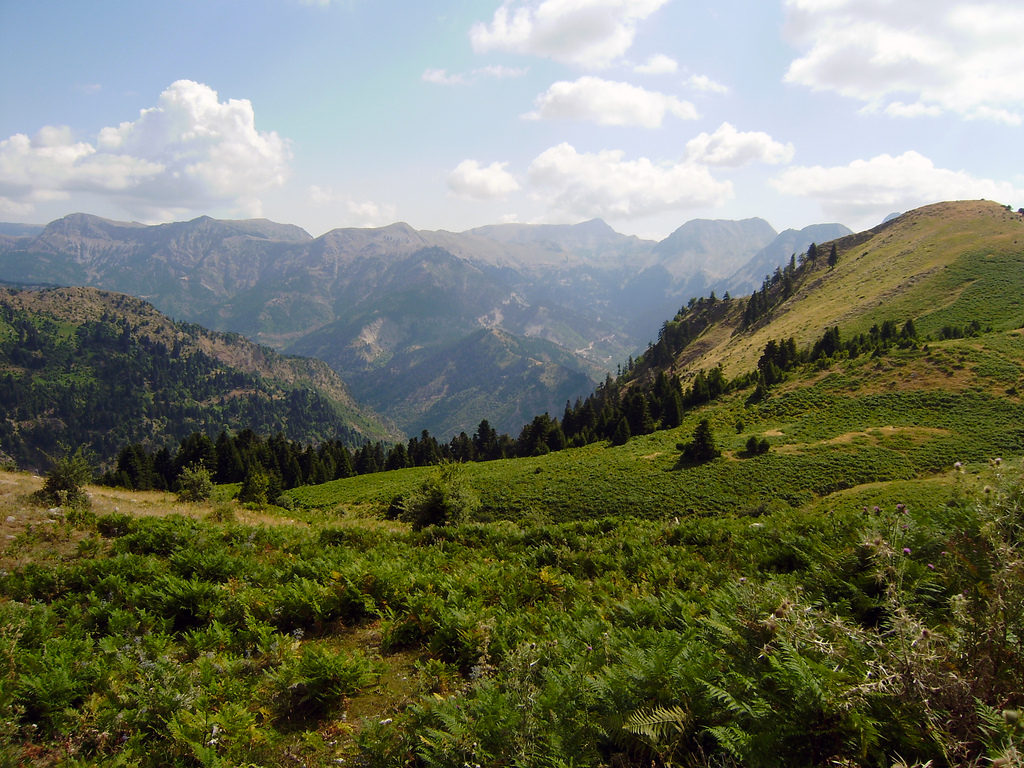
Primavera ad Agrafa

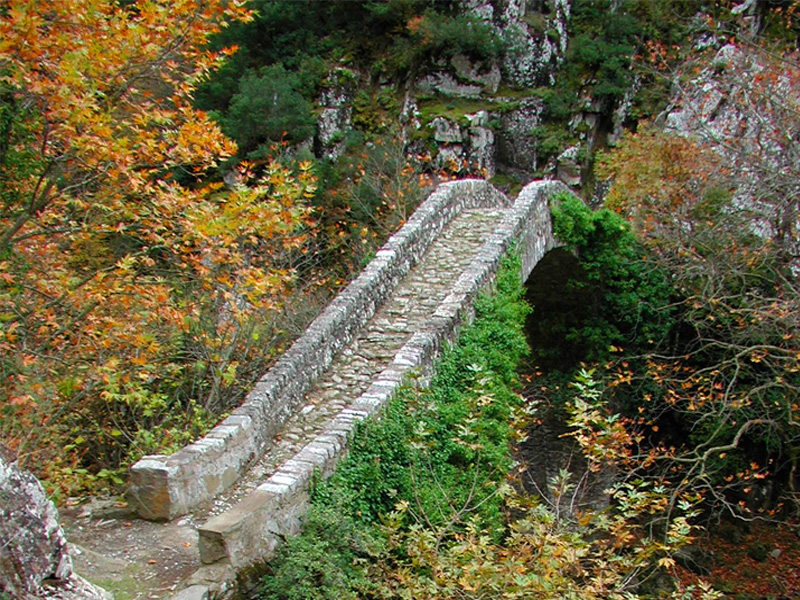
Ponte ad Agrafa

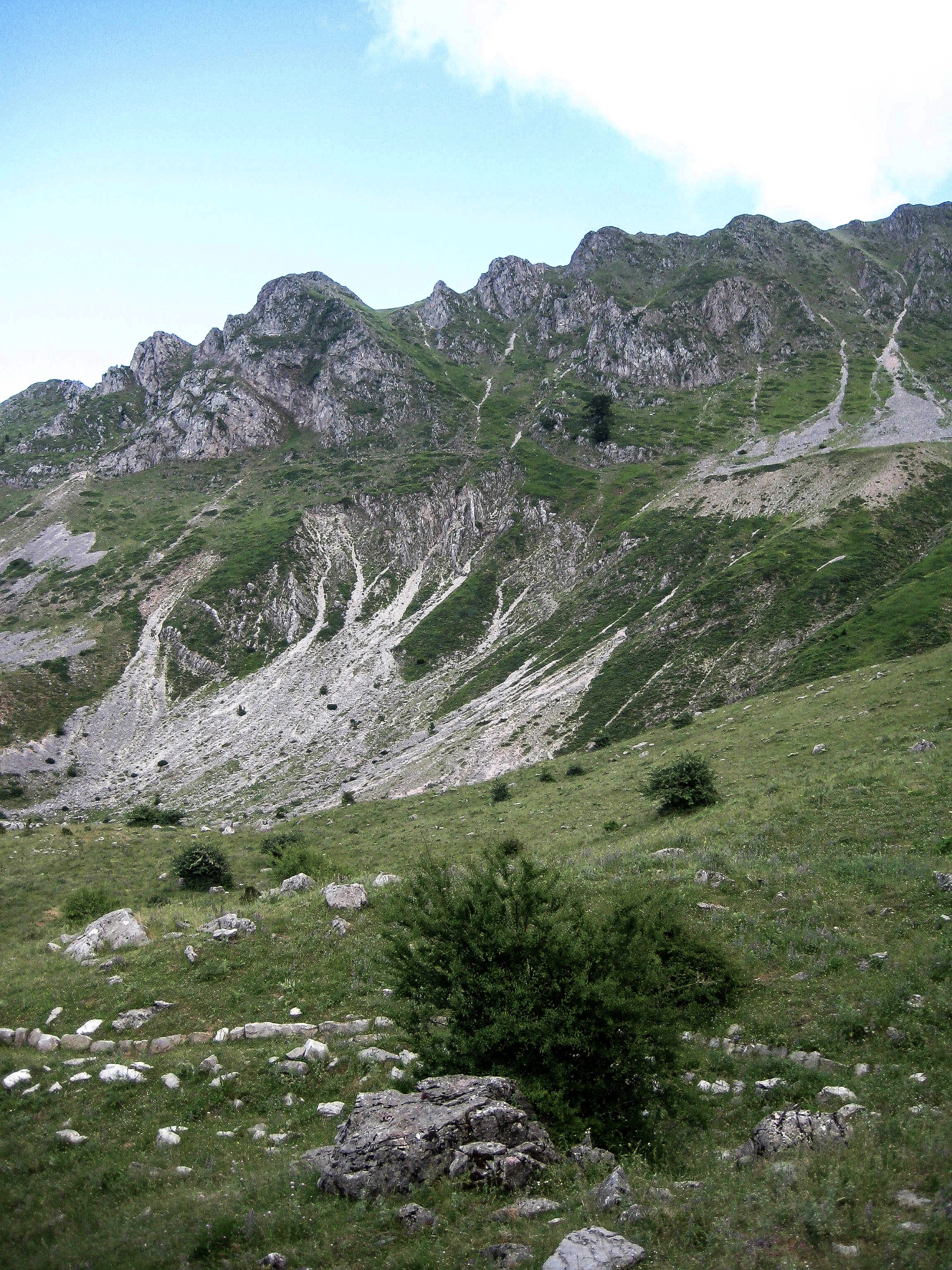
Vista

La regione di Agrafa è nota per la sua completa autonomia durante tutti gli anni dell'occupazione ottomana della Grecia centrale. La parola ágrafa si traduce letteralmente in "non scritti", che significa non registrati o non tracciato; poiché gli ottomani non furono in grado di conquistare questa regione, l'area e la sua popolazione non erano registrate nel registro delle tasse del Sultano. Di conseguenza le persone erano generalmente libere di condurre i loro affari e costumi a loro piacimento senza l'influenza ottomana.
Lo spirito fieramente indipendente della sua gente, conosciuta come Agrafioti, è accompagnata da un paesaggio aspro e ostile. La valle centrale del fiume Agrafiotis è circondata su tre lati da una ripida parete di montagne di 2000 metri, e sul lato meridionale il fiume defluisce attraverso una serie di gole strette e spesso impraticabili nel lago artificiale di Kremasta. L'altro grande fiume di Agrafa, il Tavropos (chiamato anche Megdovas), alimenta due laghi artificiali: Plastiras (N) e Kremasta (S).
La maggior parte delle foreste circostanti nella regione sono state controllate dai monasteri greco-ortodossi per molte centinaia di anni e attraverso il dominio ottomano. Gli abitanti di Agrafa hanno acquistato appezzamenti di terreno dai monasteri centinaia di anni fa e queste foreste rimangono nelle mani comunitarie degli attuali abitanti.
Agrafa fu un centro educativo durante i 400 anni di dominio ottomano. A differenza della maggior parte dei greci, molti agrafioti possono far risalire le loro storie familiari per generazioni.
Nel XX secolo, molti agrafioti lasciarono i loro villaggi e si stabilirono nelle principali città metropolitane in Grecia, negli Stati Uniti, in Canada, in Australia e in Germania, cercando una via di fuga dalla miseria e dalla mancanza di opportunità della zona. La migrazione dalla regione iniziò per la prima volta negli 1920 e cessò quasi dopo che fu rovesciata la giunta militare che aveva governato la Grecia dal 1967 al 1974.

## Modernizzazione
Prima della modernizzazione, le occupazioni della maggior parte delle persone nell'Agrafa prevedevano la raccolta di noci e frutta dai frutteti, l'agricoltura, la pastorizia e la produzione tessile. La maggior parte dei prodotti di Agrafa sono le colture tradizionali per il freddo o le colture che possono sopravvivere in terreni poveri. I proventi della vendita del legname delle foreste acquistate dai monasteri continuano a beneficiare l'intera comunità.
La figura più famosa della regione di Agrafa e la forza trainante della modernizzazione fu il colonnello Nikolaos Plastiras, che venne eletto primo ministro della Grecia dopo la guerra civile. La sua visione era quella di creare una diga idroelettrica nella regione in modo che quasi tutta la Grecia continentale, escluso il Peloponneso, fosse rifornita di elettricità, in particolare i numerosi villaggi e le comunità rurali frammentate. Una conseguenza di questo progetto è stato lo sviluppo di un sistema di irrigazione di massa per fornire acqua ai contadini nelle pianure della Tessaglia e l'aumento dei raccolti di colture commerciali come il cotone, e anche la creazione del lago Plastira che ha incontrato un crescente sviluppo turistico negli ultimi decenni.
La costruzione iniziò negli anni '50. La diga di Plastiras ha contribuito allo sviluppo economico della Grecia. La maggior parte dei lavoratori di questo progetto erano gli stessi agrafioti. I residenti della regione fino ad oggi godono dell'acqua gratuita.